# 須賀浦海水浴場
須賀浦海水浴場（すがうらかいすいよくじょう）は、三重県四日市市天ヶ須賀地区の伊勢湾沿岸に昭和時代まで開設されていた海水浴場である。遠浅の海水浴場として知られた。最寄り駅は近鉄富洲原駅（三重郡富洲原町大字松原平町→三重郡川越町大字豊田に立地）であった。名古屋方面からのたくさんの観光客で賑わった。

## 概要
- 須賀浦海水浴場の地形（南端・北端・沖合・南側・北側）は以下である。

1. 南端は、天ヶ須賀1丁目である。
2. 北端は、天ヶ須賀2丁目である。
3. 沖合は、伊勢湾沿岸（現在の四日市市天ヶ須賀新町工業団地沿いの四日市港の霞埠頭）である。
4. 南側は、富田一色地区と天ヶ須賀地区の中間にある富洲原漁港。
5. 北側は、三重郡川越町上吉地区の高松海岸である。

## 浜洲の宅地化
三重郡富洲原町時代の歴史資料では、大正時代に富田一色出身者の伊藤平治郎は天ヶ須賀の浜洲が利用されず、ここ須賀浦の土地が荒廃しているのを視察して、天ヶ須賀地区の浜洲の開発を考えた。須賀浦海岸が景勝の土地である事から天ヶ須賀村の事業として浜洲の宅地化事業として別荘地の開発して富裕層の売却して三重郡富洲原町の財源にしようと思考した。以前より廃止堤防が存在したので、堤防跡地と土盛りにして高波防止機能の防波堤として、廃止堤防の海側に宅地と別荘地を造成した。浜洲の開発事業には堤防道路の幅を三間にする事で地元天ヶ須賀地区民の反対もあったなどの問題もあった。須賀浦の浜洲は1959年（昭和34年）9月の伊勢湾台風で大規模被害を受けて、現在では海側に新防波堤の名四国道ができているが、その内側にある道路の旧堤防との間に大正時代からの家が数戸残っている。

## 歴史
須賀浦海水浴場は、『想い出の伊勢電特急』の記述では遠浅で婦女子にも危険がなくて、毎年名古屋方面から多数の小学生が水泳の練習に来たという。旅館・掛茶屋・無料休憩所が並ぶ富田の焼き蛤の養殖場がある。

## アクセス
- 近鉄名古屋線川越富洲原駅より東方面へ約1km（徒歩12分）。